# Mike McTigue
Mike McTigue (* 26. November 1892 in County Clare, Irland als Michael Francis McTigue; † 12. August 1966) war ein irischer Boxer im Halbschwergewicht und von 1923 bis 1925 Weltmeister. Er verteidigte den Titel jedoch nur ein Mal.
Im Jahr 1930 beendete der Linksausleger seine Karriere.